# Nachsorgeprinzip
Das Nachsorgeprinzip (englisch scientific principle) oder Risikoprinzip besagt, dass Belastungen bzw. Schäden für die Umwelt bzw. die menschliche Gesundheit durch wissenschaftliche Studien zweifelsfrei bewiesen sein müssen, bevor der Staat tätig wird. Für Produkte und Substanzen bedeutet das, dass sie erst dann reguliert werden, wenn ihre Schädlichkeit nachgewiesen ist.
Das Nachsorgeprinzip ist ein wesentlicher Bestandteil der aktuellen Umweltpolitik und Gesundheitspolitik in den Vereinigten Staaten und Kanada.

## Verhandlungen über Freihandelsabkommen
Das Nachsorgeprinzip steht im Widerspruch zu dem in Europa geltenden Vorsorgeprinzip. Die Anwendung war daher ein Diskussionspunkt in den Geheimverhandlungen zum geplanten Transatlantischen Freihandelsabkommen (TTIP) und dem Umfassenden Wirtschafts- und Handelsabkommen EU-Kanada (CETA).